# دری باغ
دری باغ روستایی در دهستان مود بخش مود شهرستان سربیشه استان خراسان جنوبی ایران است.

## جمعیت
بر پایه سرشماری عمومی نفوس و مسکن در سال ۱۳۹۵ جمعیت این روستا ۳۶ نفر (۱۲خانوار) بوده‌است.